# SAMCEF
SAMCEF — программный САЕ пакет, предназначенный для трёхмерного моделирования различными элементами при проектировании различных изделий. Алгоритмически основан на анализе методом конечных элементов. Является одним из последних кодов, разработанных в Европе.
Многофункциональный CAE-продукт Samcef разработан бельгийской компанией SAMTECH, основанной на базе Лаборатории аэрокосмических технологий Льежского университета.

## История создания
История создания SAMCEF связана с появлением и развитием теории конечных элементов. Начиная с 1962 года в Льежском Университете разрабатывается теория структур, затем теория конечных элементов и метод конечных элементов.
В 1965, в рамках контракта с Военно-воздушными силами Соединённых Штатов для двойственного анализа, появилась программа статического расчёта, названная ASEF. С самого начала речь шла о программе анализа структур (элементы планки, балок, мембран и пластин), а не о программе матричного анализа. Этот пункт фундаментален для эволюции программного обеспечения, так как балки соединяются узлами и требуют заданных степеней свободы.
SAMCEF имеет модульную структуру.
Все расчётные модули связаны с единым графическим пре- и постпроцессором BACON, задачей которого являются подготовка модели для расчётов и визуализация результатов расчётов. BACON считывает геометрические данные о конструкции из CAD-систем с помощью различных интерфейсов и позволяет создать сетку конечных элементов.
Для решения проблемы обмена информацией с другими программами создан пре/постпроцессор Samcef Field, который способен решать линейные статические задачи, механические и тепловые задачи. Модуль предоставляет возможность задания граничных условий и нагрузок непосредственно на геометрии тела. Модуль располагает возможностями редактирования сетки.
Samcef Field предлагает создание или импортирование CAD-моделей, автоматическую генерацию сетки, возможность визуализации результатов расчётов, в том числе импортированных из других пакетов.
Этот модуль может импортировать из CAD-программ графические файлы в универсальных форматах STEP, IGES, BREP, а также в формате EUCLID 3 и CATIA. Он может импортировать сетки элементов в форматах ANSYS, NASTRAN и IDEAS.

## Задачи, выполняемые SAMCEF
- статический линейный анализ (ASEF);
- статический линейный анализ тел с циклической геометрией (HELIOS);
- анализ композиционных материалов в задачах линейного и нелинейного статического анализа (COMPOSITES);
- линейный статический анализ задач, решаемых в рядах Фурье (FOURIER);
- оценка устойчивости конструкции, расчёт критических нагрузок (STABI);
- определение собственных частот конструкции (DYNAM);
- анализ динамических линейных задач теории упругости (REPDYN);
- нелинейный статический и динамический анализ механики деформируемого твёрдого тела, анализ задач механики разрушения, учитывающий геометрические и физические нелинейности, в том числе анализ проблем для неклассических материалов (упругопластических, вязкоупругих, вязкопластических, ортотропных, высокоэластических и др.) (MECANO/STRUCTURE);
- анализ кинематики и динамики механизмов с упругими звеньями (MECANO/MOTION);
- анализ кабельных структур, подвергнутых электродинамическому воздействию (MECANO/CABLE);
- анализ работы ротора, расчёт критических скоростей, стационарных и переходных режимов для конструкций, содержащих вращающиеся части (ROTOR-T);
- расчёт случайных вибраций (SPECTRAL ANALYSIS);
- анализ тепловых задач для двухмерных и осесимметричных тел в условиях протекания химических реакций и фазовых превращений с учётом изменения характеристик среды (AMARYLLIS);
- расчёт электростатических и электродинамических полей (ISABEL);
- линейный и нелинейный анализ тепловых задач — как термостатики, так и термодинамики, включая анализ излучения (THERNL).

## Приложения для решения специальных задач аэрокосмической промышленности
- задачи механики усталостного разрушения и долговечности (SAFE, разработан при участии компании EADS Airbus);
- воздействие молнии на вертолёты (FOUDRE, разработан совместно с Eurocopter Group[англ.]);
- анализ заклёпочных соединений и композитных материалов для самолётов (BOLT, разработан совместно с Boeing);
- проектирование и оптимизация турбинных лопаток (AUBAGE, разработан совместно со SNECMA);
- конструирование подстанций (HVS, разработан при участии Schneider);
- быстрый анализ параметризованных моделей (QUICKSIZER, совместно с EADS Airbus).